# Frank Blackfire
Frank Blackfire (* 24. Februar 1966 in Essen; eigentlich Frank Gosdzik) ist ein deutscher Gitarrist, der als Mitglied der einflussreichen Thrash-Metal-Bands Sodom und Kreator zu internationaler Bekanntheit gelangte.

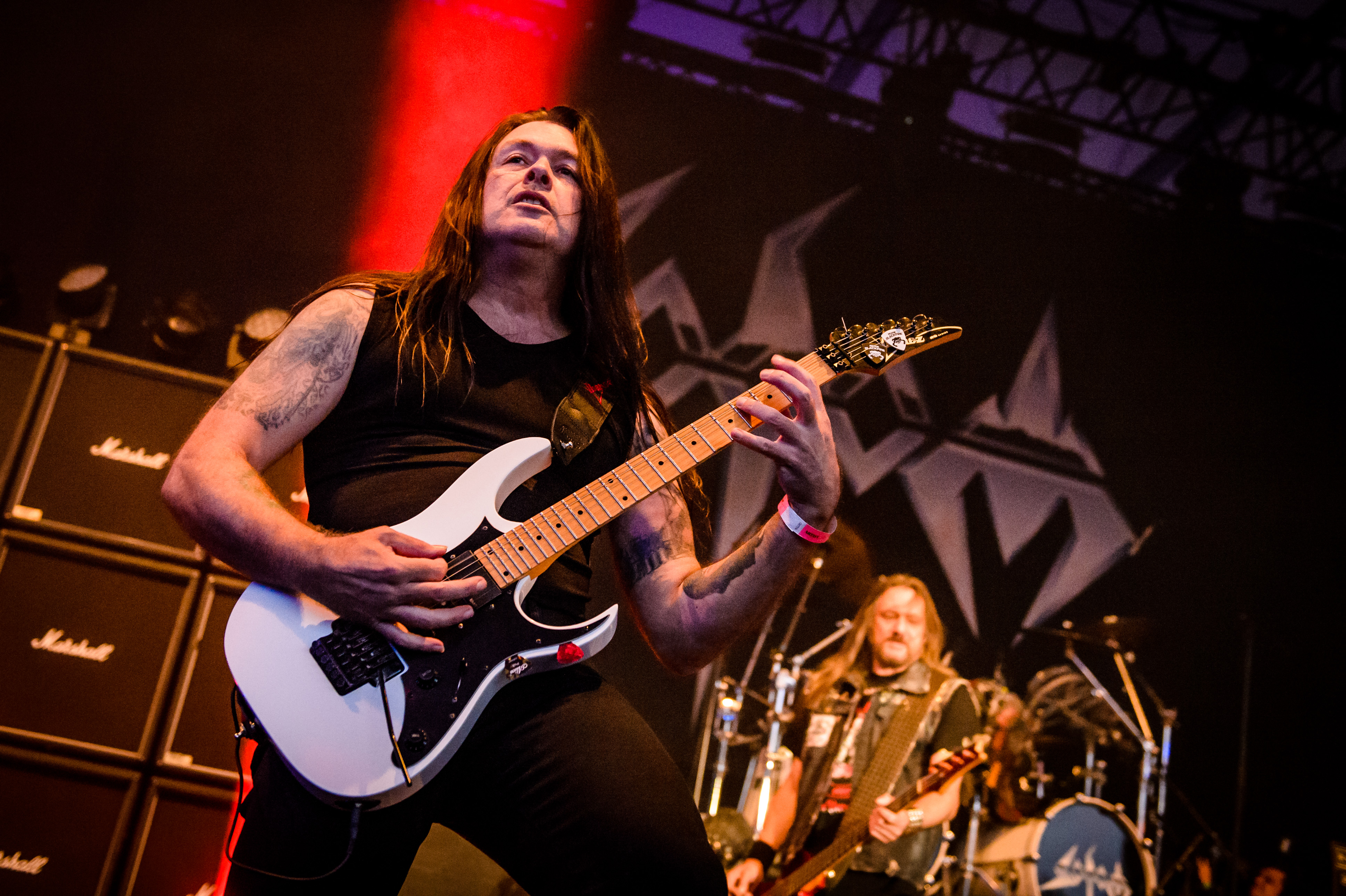
Frank Blackfire (2018)

## Werdegang
Gosdzik begann, inspiriert durch den Besuch eines AC/DC-Konzerts, als Elfjähriger mit dem Gitarrespielen. Nach ersten Versuchen mit seiner selbst gegründeten Band Midia stieg er 1986 bei den aus Gelsenkirchen stammenden Sodom ein, mit denen man sich zuvor den Proberaum geteilt hatte.
Angelehnt an die Pseudonyme seiner neuen Bandkollegen bei Sodom, Angelripper und Witchhunter, nannte sich Gosdzik ab sofort Blackfire. Er hatte in den folgenden Jahren durch seine spielerischen Fähigkeiten maßgeblichen Anteil an der musikalischen Entwicklung und Ausrichtung Sodoms und spielte unter anderem mit diesen neben einer EP und dem Album Persecution Mania (1987) im Jahr 1989 das Charts-Album Agent Orange mit ein.
Persönliche Differenzen führten im Juli 1989 dazu, dass Blackfire Sodom verließ und in Essen bei Kreator, einem weiteren Vorreiter der deutschen Thrash-Szene, einstieg. Es folgten drei Studioalben unter Blackfires Beteiligung, wobei sowohl mit Coma of Souls als auch mit dem 1995 veröffentlichten Cause for Conflict, das erneut die deutschen Verkaufscharts erreichte, kommerzielle Erfolge erreicht werden konnten. Im Jahr 1994 arbeitete Blackfire mit der brasilianischen Frauen-Band Volkana an deren Album Mindtrips mit.
1997 entschloss sich Blackfire, Kreator den Rücken zu kehren und verschiedene experimentellere Ansätze in musikalischer Hinsicht zu verfolgen. Er arbeitete mit Jazz-Einflüssen, beschäftigte sich mit Percussion und betrieb eine auf Classic Rock spezialisierte Coverband. Auf dem 1998 erschienenen Debütalbum Sceptre of Black Knowledge der deutschen Black-Metal-Band Black Messiah trat Blackfire als Gastmusiker in Erscheinung.
Gegen Ende 2000 zog Blackfire nach São Paulo in Brasilien, wo er sein Geld als Gitarrenlehrer verdiente und nebenbei im Herbst 2001 mit Mystic erneut eine eigene Band gründete, in der er sich auch als Sänger betätigt und die musikalisch an seine Thrash-Wurzeln aus den 1980er Jahren anknüpft. Nach zwei Demos kehrte Blackfire Mitte 2006 in das Ruhrgebiet zurück und führt dort seine Band unter dem neuen Namen Blackfire fort. Auf dem Wacken Open Air 2009 trat er als Gast-Gitarrist mit der Thrash-Metal-Band Whiplash auf. 2016 ersetzte Blackfire Michael Hoffmann als Gitarrist bei Assassin.
Im Januar 2018 verkündete Tom Angelripper die Rückkehr von Frank Blackfire zu Sodom.
Blackfire ist verheiratet und hat eine Tochter.

## Diskografie

### Mit Sodom
- 1987: Expurse of Sodomy EP
- 1987: Persecution Mania
- 1988: Mortal Way of Life (Live-Album)
- 1989: Agent Orange
- 1996: Ten Black Years – Best of
- 2020: Genesis XIX
- 2025: The Arsonist

### Mit Kreator
- 1990: Coma of Souls
- 1992: Renewal
- 1995: Cause for Conflict
- 1996: Scenarios of Violence (Best-of-Album)
- 1999: Voices of Transgression (Best-of-Album)
- 2000: Past Life Trauma (Best-of-Album)

### Mit Mystic / Blackfire
- 2002: Mystic EP
- 2004: 2004 EP